# Glenstrup Sø
Glenstrup Sø är en sjö i Danmark. Den ligger i den centrala delen av landet. Glenstrup Sø ligger 13 meter över havet. Arean är 3,1 kvadratkilometer och sjön sträcker sig 1,6 kilometer i nord-sydlig riktning och 4,6 kilometer i öst-västlig riktning.
Glenstrup Sø ingår i Natura 2000 området Lovns Bredning, Hjarbæk Fjord og Skals Ådal. Området runt sjön består till största delen av jordbruksmark.